# Jan Mattsson (pastor)
Jan Arne Mattsson, född 31 maj 1953 i Säby församling i Jönköpings län, sångförfattare och pastor i Equmeniakyrkan. Jan Mattsson har skrivit text eller musik till fyra psalmer i Psalmer och Sånger 2003 (P&S). Jan är också grundare av Brukssånger, som numera ägs av Equmeniakyrkan och fungerar som ett tillägg till Psalmer och Sånger.

## Psalmer
- Här, nära (P&S nr 825) Text och musik
- Om och om igen (P&S nr 829) Text och musik
- Du vänder ditt ansikte till mig (P&S nr 831) Musik
- Jag tror på en Gud som är helig och varm (P&S nr 837) Musik